# Boda (upazila)
Pour les articles homonymes, voir Boda.
Boda (en bengali : বোদা) est une upazila du Bangladesh dans le district de Panchagarh. En 1991, on y dénombrait 168 258 habitants.